# Le Prix d'un baiser
Pour plus de détails, voir Fiche technique et Distribution.
Le Prix d'un baiser (titre original : One Mad Kiss) est un film américain réalisé par Marcel Silver et James Tinling, sorti en 1930.
Il s'agit d'une adaptation de la pièce du dramaturge suédois Adolf Paul. Une version distincte en espagnol, El precio de un beso, a également été réalisée. Le film est considéré comme perdu.

## Fiche technique
- Titre : Le Prix d'un baiser
- Titre original : One Mad Kiss
- Réalisation : Marcel Silver, James Tinling
- Assistant-réalisateur : William Tinling
- Scénario : Dudley Nichols (adaptation) d'après la pièce Lola Montez d'Adolf Paul
- Photographie : Ross Fisher, Charles Van Enger
- Montage : Louis R. Loeffler
- Musique : R.H. Bassett, Peter Brunelli
- Costumes : Sophie Wachner
- Producteur : William Fox
- Société de production : Fox Film Corporation
- Société de distribution : Fox Film Corporation
- Pays de production :  États-Unis
- Langue : Anglais américain
- Format : Noir et blanc — 35 mm — 1,37:1 — Son : Mono (Western Electric Sound System)
- Genre : Comédie
- Durée : 64 minutes (1 h 4)
- Dates de sortie : 
  - États-Unis : 13 juillet 1930
  - Irlande : 30 janvier 1931
  - France : 19 mars 1931

## Distribution
- José Mojica : José Salvedra
- Mona Maris : Rosario
- Antonio Moreno : Don Estrada
- Tom Patricola (en) : Paco
- Frankie Genardi